# Timberlane (Illinois)
Timberlane è un villaggio degli Stati Uniti d'America, situato nello Stato dell'Illinois, nella contea di Boone.